# Florcita Motuda

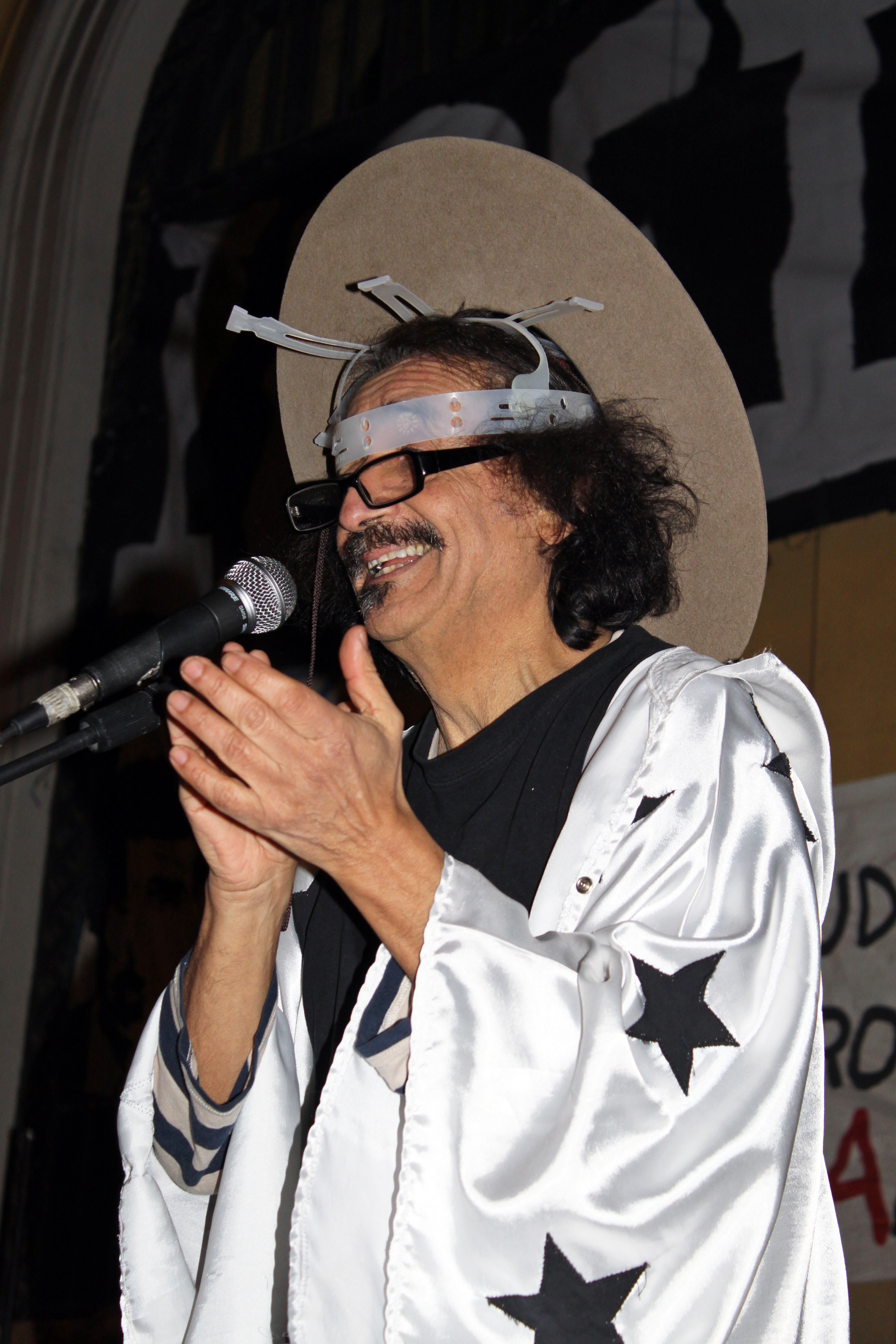
Florcita Motuda en 2011 con su característica capa y antenas.

Raúl Florcita Alarcón Rojas (Curicó, 15 de octubre de 1945), más conocido como Florcita Motuda, es un músico y político chileno destacado por su trabajo experimental y extravagante, y que ha participado en diversos festivales, como el Festival OTI de la Canción, el Festival de la Canción de Viña del Mar y, más recientemente, Lollapalooza Chile 2016. Se destaca por su variación de estilos, tanto en su carrera solista como en sus dos grupos, en donde ha incursionado desde el beat y el pop, pasando por el surf rock hasta el funk en donde ha colaborado con artistas como Chancho en Piedra, Sinergia, Jorge González y Luis Jara, entre otros.
Entre el 11 de marzo de 2018 y el 11 de marzo de 2022, se desempeñó como diputado del distrito n.° 17 de la región del Maule, representando al Partido Humanista, en ese entonces parte del Frente Amplio.

## Carrera musical
Nació en la ciudad de Curicó, en la región del Maule, en la zona central de Chile, hijo de Elsa Rojas Aliste. Vivió en un pequeño pueblo cercano, La Huerta de Mataquito, con sus dos padres y sus tías profesoras. A los once años falleció su padre José Raúl Alarcón (un excarabinero), como él mismo señala, afectado por una meningitis provocada por una caries descuidada. Llegó a Santiago a estudiar al Conservatorio Nacional de Música de la Universidad de Chile, donde formó la banda Los Stéreos y luego Los Sonny's. Trabajó en la orquesta permanente del programa sabatino de televisión Sábados gigantes, conducido por el presentador Mario Kreutzberger «Don Francisco».
En esos años tomó contacto con el Movimiento Humanista y participó activamente de él. Allí asumió la doctrina del nuevo humanismo. Creó un personaje para superar sus trancas de relación con el sexo opuesto y dar cabida a su expresión artística: Florcita Motuda, que, según Alarcón, refleja su florecimiento a la vida. En esos años contrajo su primer matrimonio con Sandy Pérez, ciudadana boliviana. También cambió legalmente su nombre en esos años a Raúl Florcita Alarcón Rojas. Trabajó como profesor de música en colegios de Santiago.
En la década de 1970 comienza a participar en programas de televisión como personaje protagónico. En 1977 participa en el Festival de la Canción de Viña del Mar con la canción «Brevemente gente (del espacio...)», canción con la cual obtiene el premio a mejor intérprete. Al año siguiente participa, representando a su país, en el Festival OTI de la Canción, realizado en Santiago con «Pobrecito mortal» y obtuvo el séptimo lugar en la competencia internacional.
Volvería a representar a Chile en la competencia del Festival OTI en 1981, con el tema «Pensémoslo (Si hoy tenemos que cantar a tanta gente, pensémoslo)», con el que obtuvo el quinto lugar.
Durante la década de los noventa fue considerado un artista de culto y un referente para las nuevas generaciones de músicos de rock. Participó en diversos talleres y escuelas de música como profesor de creatividad.
En 1998 participa por tercera vez en el Festival OTI, en San José de Costa Rica, obteniendo el primer lugar con el tema «Fin de siglo: es tiempo de inflamarse, deprimirse o transformarse», siendo el segundo chileno en ganar este certamen, tras el cantautor Fernando Ubiergo en 1984.
En 2005 también participa del programa de talentos de canto Rojo VIP, del canal TVN donde se reunió a las más grandes y emblemáticas estrellas de la música chilena; y es la versión vip del programa de talentos de canto y baile homónimo. Obtuvo el tercer lugar, mientras que el cantautor y compositor Buddy Richard gana la competencia.
Fue homenajeado en la edición de 2018 del Festival del Huaso de Olmué.

## Carrera política
Fue uno de los fundadores del Partido Humanista en 1984. Participa activamente en los programas de televisión como representante del humanismo y de la oposición a la dictadura militar. Una vez derrotado este en las urnas, Alarcón fue uno de los cinco candidatos del Partido Humanista en las elecciones parlamentarias de 1989, por un distrito cedido por la Concertación (Distrito n.° 52), ocasión en la que logró un 6,19 % de los votos, lo que no le permitió ser electo.
En 1999 participa activamente en la campaña presidencial de Tomás Hirsch, y en 2004 vuelve a aportar su creatividad en la campaña municipal del pacto Juntos Podemos. En 2005 es inscrito como candidato a diputado por el Partido Humanista por el distrito n.° 26 (La Florida), también dentro del pacto Juntos Podemos, ocasión en la que logró 6390 votos, equivalentes a un 4,15 % del total de sufragios; porcentaje que no le permitió ser electo.
Se presentó como candidato a diputado por el distrito n.° 24 ( La Reina y Peñalolén) en las elecciones parlamentarias de noviembre de 2013. Obtuvo 4459 votos, equivalentes a un 8,53 % de apoyo, cifra que no permitió su elección.
En las elecciones parlamentarias de 2017 se presentó como candidato a parlamentario, siendo elegido diputado por el distrito n.º 17 de la región del Maule, dentro del pacto Frente Amplio, para el período 2018-2022. Obtuvo 6482 votos correspondientes a un 2,65 % del total de sufragios válidamente emitidos.
Alarcón concurrió a su primer día de legislador al Congreso chileno vestido con su capa blanca con lunas y estrellas negras, además de las antenas en la cabeza. El músico utilizó su traje de “gala” para asistir al pleno del Congreso y el inicio de la nueva legislatura, donde su vestuario no pasó desapercibido por las cámaras fotográficas y de televisión. Justificó su decisión diciendo: «Imagínate si llego vestido de terno y corbata, ¿cuál sería el titular? Ni siquiera le pagaron y ya lo compraron. Es un hecho político necesario; además representa la diversidad que posee nuestro país».
Asumió el cargo el 11 de marzo de 2018 y pasó a integrar las comisiones permanentes de los derechos humanos y pueblos originarios y de la cultura y las artes, la que presidió entre el 14 de octubre de 2020 y el 5 de enero de 2021; y de los deportes y de la recreación. Asimismo, integró la comisión especial de investigación (CEI) sobre actos de la Junta Nacional de Auxilio Escolar y Becas y de la Junta Nacional de Jardines Infantiles relacionados con la ejecución del Programa Alimentación Escolar y Párvulo.
En el período también integró las comisiones permanentes de economía, fomento; micro, pequeña y mediana empresa; protección de los consumidores y turismo; y la familia.
Formó parte del comité parlamentario mixto humanista (Federación Regionalista Verde Social, Ecologista Verde e independientes). Asimismo, integró los siguientes grupos interparlamentarios: chileno-croata; chileno-ecuatoriano; chileno-finlandés; chileno-húngaro; chileno-palestino; y chileno-sudafricano.

## Controversias

### Denuncia por abuso sexual
El 6 de enero de 2021 Alarcón fue acusado de abuso sexual a través de Twitter. La comisión de ética de la Cámara de Diputados abrió una investigación sobre el caso difundido por redes sociales, lo que derivó en la renuncia de Alarcón a la presidencia de la comisión de cultura. Tras esta acusación sumó una nueva denuncia por un eventual acoso a una funcionaria de la Sociedad Chilena del Derecho de Autor (SCD). El 8 de enero anunció su renuncia al Partido Humanista.

### Recomendación de dióxido de cloro
Durante la pandemia de COVID-19 Alarcón pidió a las autoridades considerar el tratamiento con dióxido de cloro, compuesto químico conocido como «suplemento mineral milagroso», cuya venta como medicamento está prohibida por el Instituto de Salud Pública debido a su toxicidad. Alarcón recibió duras críticas de parte de la comunidad científica y del ministro de Salud, Enrique Paris, quien advirtió que el elemento es peligroso para la población. En septiembre de 2020 se reportaron cinco personas intoxicadas tras consumir el producto.

### Detención
El 8 de abril de 2021 fue detenido por Carabineros de Chile por circular sin salvoconducto durante el toque de queda de la pandemia de COVID-19. Además, conducía su automóvil sin documentos y con el permiso de circulación vencido. Posteriormente declaró que «no sabía, fue una pajaronería».

## Vida personal
Estuvo casado tres veces: primero con la boliviana Sandy Pérez, luego con la abogada Loreto Silva y posteriormente con Sara Campos Sallato, hermana del actor Cristián Campos. Tiene dos hijos: Francisca Olivia Florcita de la Paz, música también, licenciada en Música y baterista de Golem; y Lucas Merlín Alarcón.

## Historial electoral

### Elecciones parlamentarias de 1989
- Elecciones parlamentarias de 1989, a diputado por el distrito n.º 52 (Cunco, Curarrehue, Gorbea, Loncoche, Pucón, Toltén y Villarrica).[16]

### Elecciones parlamentarias de 2005
- Elecciones parlamentarias de 2005, a diputado por el distrito n.º 26 (La Florida).[17]

### Elecciones parlamentarias de 2013
- Elecciones parlamentarias de 2013, a diputado por el distrito n.º 24 (La Reina y Peñalolén).[18]

### Elecciones parlamentarias de 2017
- Elecciones parlamentarias de 2017, a diputado por el distrito n.º 17 (Constitución, Curepto, Curicó, Empedrado, Hualañé, Licantén, Maule, Molina, Pelarco, Pencahue, Rauco, Río Claro, Romeral, Sagrada Familia, San Clemente, San Rafael, Talca, Teno y Vichuquén).[19]

## Discografía
Su discografía incluye álbumes con las bandas Los Stereos, Los Sonny's, como solista, y participación en diversos otros.

### Con Los Stereos
- 1965: La gran fiesta

### Con Los Sonny's
- 1967: Discoteque
- 1968: Distorsionado
- 1968: El bueno, el malo y el feo
- 1975: En TV

### Como solista
- 1977: Florcita Motuda
- 1980: Me persiguen por feo
- 1982: Pollito, sal de tu cascarón y ayuda a otros
- 1988: La fiesta del no!!!
- 1989: Flor de triunfo
- 1991: Baileo baileo. Baile para recuperar fuerzas
- 1993: Cartagenas 2000
- 1998: Fin de siglo, bienvenidos al milenio, ¡todos invitados!
- 2005: Todavía hay futuro
- 2006: Florcita Motuda en concierto (gala Rojo).

### Colaboraciones
- 1987: Varios artistas - Voces sin fronteras
- 2000: Varios artistas - Canto de todos en Chile
- 2000: Varios artistas - Tributo a Los Prisioneros
- 2002: Varios artistas - Urban Symphony
- 2003: Varios artistas - Generaciones. Dos épocas en dueto.
- 2004: Varios artistas - Rock y rejas, sonidos desde la cárcel
- 2006: Varios artistas - Catedral en coma

## Premios, nominaciones y participaciones en festivales y concursos
Otros premios
- 2011 - Premio Nacional de Humor de Chile